# Vladimir Georgiev (scacchista)
Vladimir Georgiev (in bulgaro Владимир Георгиев?; Dobrič, 27 agosto 1975) è uno scacchista bulgaro naturalizzato macedone.
Ha ottenuto il titolo di Maestro Internazionale nel 1995 e di Grande Maestro nel 2000.
Nel 2002 si è trasferito dalla Federazione di scacchi bulgara alla Federazione di scacchi della Macedonia del Nord.

## Principali risultati
Ha conseguito il primo importante risultato con il secondo posto nel campionato europeo juniores del 1992 a Sas van Gent, vinto da Aleksej Aleksandrov.
Vinse il Campionato bulgaro nel 1995 e il Campionato macedone nel 2007.
Nel gennaio del 2002 vinse il 44º Torneo di Capodanno di Reggio Emilia (2001/02).
Nel 2004 è stato secondo, dietro a Ehsan Ghaem Maghami, nel torneo di Kish.

Nel 2011 è stato =1°-3° con Maxim Turov e Yuri Vovk nell'open di Dieren.
Ha partecipato alla Coppa del Mondo del 2007, venendo eliminato nel primo turno da Bartosz Soćko.